# Chabuata erythrias
Chabuata erythrias là một loài bướm đêm trong họ Noctuidae.